# Niños incómodos exigen a candidatos

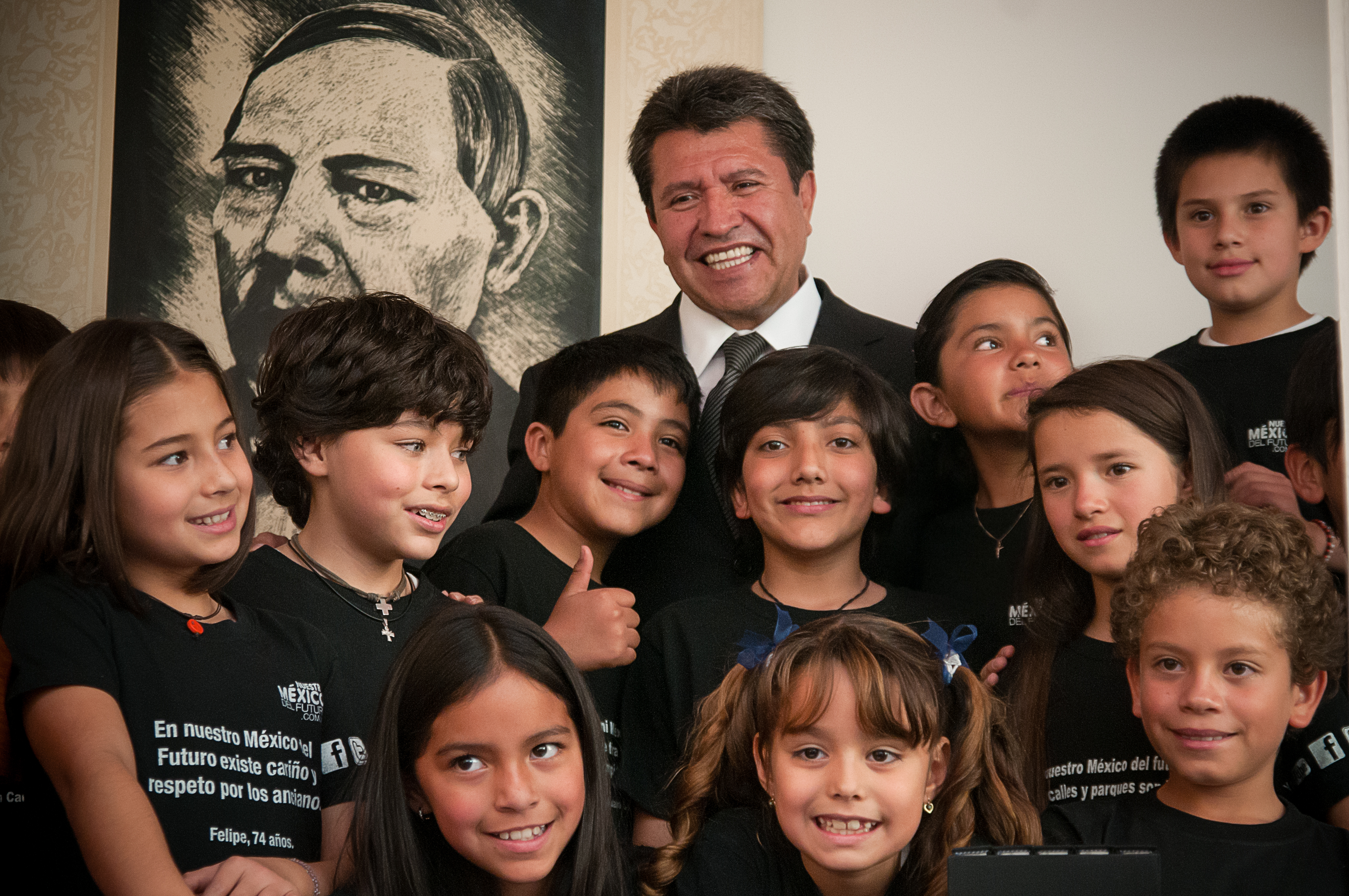
Los "Niños Incómodos" visitan la casa de campaña de López Obrador.

Niños incómodos exigen a candidatos es un cortometraje financiado por la empresa aseguradora Grupo Nacional Provincial y presentado a través de la plataforma privada "Nuestro México del Futuro", que se ha convertido en un fenómeno de internet. El video fue colgado en YouTube el lunes 9 de abril de 2012 y es protagonizado por un grupo de niños que cuestionan las políticas de México y hacen un llamado a los candidatos presidenciales de dicho país, causando polémica entre varios legisladores, diputados y senadores.
El video tuvo 1 millón 800 mil visitas en solo tres días de haberse publicado, 3 millones al cuarto día y más de 10 millones desde el sitio web de la plataforma Nuestro México del Futuro. El jueves 12 de abril fue publicado un segundo video titulado Niños incómodos y su México del futuro donde los niños protagonistas del cortometraje relatan su visión del futuro del país.

## Sinopsis
En el video se presentan diversas situaciones de corrupción, inseguridad, violencia, desempleo y pobreza, entre otras, interpretadas por niños.

### Trama
El cortometraje muestra el amanecer de un país donde todos los personajes adultos son representados por niños. Un niño se levanta con al sonar la alarma de su radio despertadora, y al vestirse en la habitación mira el noticiero de la mañana. Durante el desayuno sostiene un cigarrillo, mientras lee los titulares del diario que comunica el aumento de violencia en el país. Luego de salir para ir al trabajo, dos delincuentes armados lo asaltan.
En otra escena se ve llegar a la oficina de un político corrupto a una persona con un maletín, que le hace la entrega de un dinero donde guardan un diario que dice «México no crece lo que puede». Saliendo del edificio dicho político, se encuentra con una manifestación en contra de la corrupción y quienes son detenidos por policías. Luego de esto, la persona del maletín es secuestrada.
Luego se aprecia una escena donde hay dos coyoteros que desembarcan a varias personas en la frontera de México y Estados Unidos, donde son intersecados por policías de la zona.
En otra zona del país aparecen narcotraficantes que son capturados por la Policía Federal de México y uno de ellos vestido con el mismo polo haciendo referencia al que usó el narcotraficante Édgar Valdez alias "La Barbie", cuando fue presentado a los medios después de su captura en 2011.
El video culmina con el mensaje de una niña reunida con varios niños que dices; "Si este es el futuro que me espera, no lo quiero. Basta de trabajar para sus partidos y no para nosotros. Basta de arreglar el país por encimita. Doña Josefina, don Andrés Manuel, don Enrique, don Gabriel: se acabó el tiempo, México ya tocó fondo ¿sólo van a ir por la silla o van a cambiar el futuro de nuestro país?" (aludiendo por el nombre de pila a los principales líderes políticos mexicanos).

## Reacciones
El video causó polémica en las personas con relación a las campañas políticas a la candidatura presidencial que tuvo lugar el 1 de julio de 2012. Algunos diputados federales del PRI y del PT pidieron al gobierno retirar el video. Los cuatro candidatos mencionados en el video, respondieron a través de las redes sociales o en declaraciones a medios.